# 32132 Andrewamini
32132 Andrewamini este o planetă minoră (asteroid), cu un diametru de 2,842 km, din centura de asteroizi. A fost descoperită pe 4 iunie 2000 la Experimental Test Site⁠(d) de Lincoln Near-Earth Asteroid Research. 
Obiectul prezintă o orbită caracterizată de o semiaxă mare de 2,2926111 UAi, o excentricitate de 0,17, o înclinație de 6,87931 ° în raport cu ecliptica.